# Aptostichus
Genre
Synonymes
- Actinoxia Simon, 1891
- Nemesoides Chamberlin, 1919

Aptostichus est un genre d'araignées mygalomorphes de la famille des Euctenizidae.

## Distribution
Les espèces de ce genre se rencontrent aux États-Unis en Californie, au Nevada et en Arizona et au Mexique en Basse-Californie,.

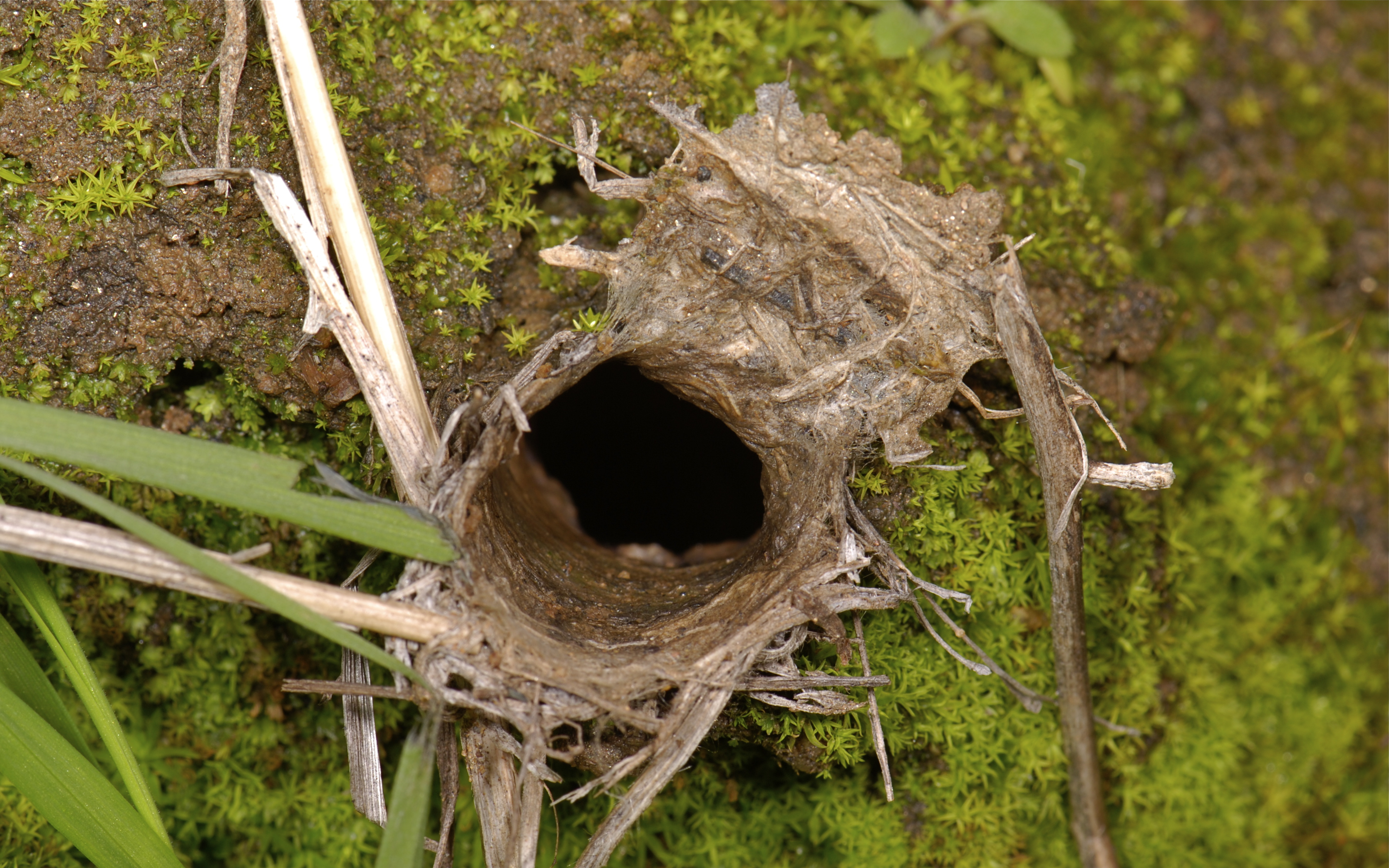
Nid de Aptostichus

## Liste des espèces
Selon World Spider Catalog (version 25.0, 26/05/2024) :
- Aptostichus aguacaliente Bond, 2012
- Aptostichus angelinajolieae Bond, 2008
- Aptostichus anzaborrego Bond, 2012
- Aptostichus asmodaeus Bond, 2012
- Aptostichus atomarius Simon, 1891
- Aptostichus barackobamai Bond, 2012
- Aptostichus bonoi Bond, 2012
- Aptostichus cabrillo Bond, 2012
- Aptostichus cahuilla Bond, 2012
- Aptostichus cajalco Bond, 2012
- Aptostichus chavezi Bond, 2012
- Aptostichus chemehuevi Bond, 2012
- Aptostichus chiricahua Bond, 2012
- Aptostichus dantrippi Bond, 2012
- Aptostichus derhamgiulianii Bond, 2012
- Aptostichus dorothealangeae Bond, 2012
- Aptostichus edwardabbeyi Bond, 2012
- Aptostichus elisabethae Bond, 2012
- Aptostichus fisheri Bond, 2012
- Aptostichus fornax Bond, 2012
- Aptostichus hedinorum Bond, 2012
- Aptostichus hesperus (Chamberlin, 1919)
- Aptostichus huntington Bond, 2012
- Aptostichus icenoglei Bond, 2012
- Aptostichus isabella Bond, 2012
- Aptostichus killerdana Bond, 2012
- Aptostichus lucerne Bond, 2012
- Aptostichus mikeradtkei Bond, 2012
- Aptostichus miwok Bond, 2008
- Aptostichus muiri Bond, 2012
- Aptostichus nateevansi Bond, 2012
- Aptostichus pennjillettei Bond, 2012
- Aptostichus sarlacc Bond, 2012
- Aptostichus satleri Bond, 2012
- Aptostichus serrano Bond, 2012
- Aptostichus sierra Bond, 2012
- Aptostichus simus Chamberlin, 1917
- Aptostichus sinnombre Bond, 2012
- Aptostichus stanfordianus Smith, 1908
- Aptostichus stephencolberti Bond, 2008

## Systématique et taxinomie
Ce genre a été décrit par Simon en 1891 dans les Aviculariidae. Il est placé dans les Cyrtaucheniidae par Raven en 1985 puis dans les Euctenizidae par Bond et Hedin en 2012.
Actinoxia et Nemesoides ont été placés en synonymie par Bond et Opell en 2002.

## Publication originale
- Simon, 1891 : « Liste des espèces de la famille des Aviculariidae qui habitent le Mexique et l'Amérique du Nord. » Actes de la Société Linnéenne de Bordeaux, vol. 44, p. 307-326.